# Fontaines (Val-de-Ruz)
Fontaines (toponimo francese) è una frazione di 1 111 abitanti del comune svizzero di Val-de-Ruz (Canton Neuchâtel).

## Geografia fisica
Fontaines si trova nella valle Val-de-Ruz formata dal fiume Le Seyon, a nord del lago di Neuchâtel.

## Storia

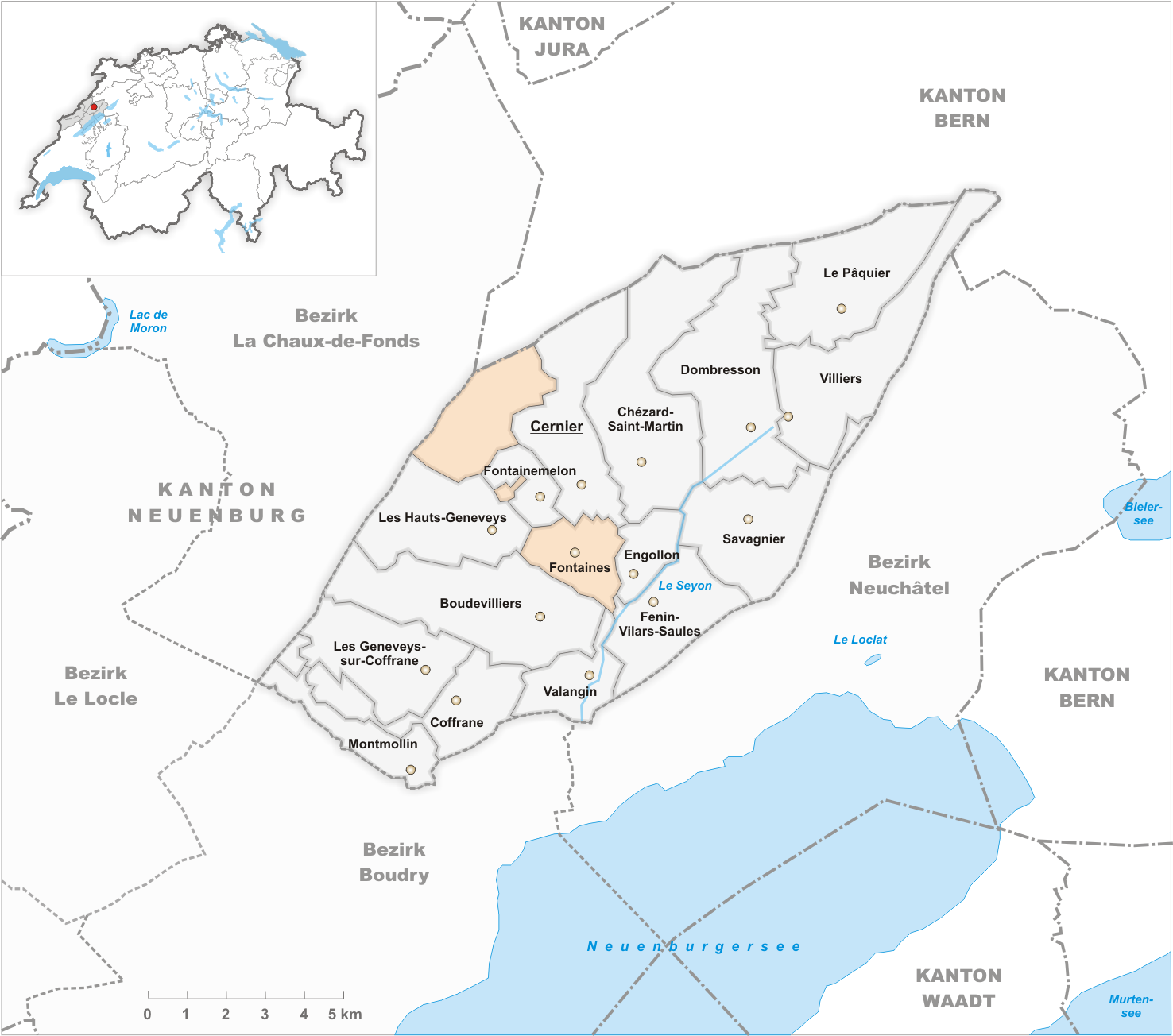
Il territorio del comune di Fontaines prima degli accorpamenti comunali del 2013

Già comune autonomo che si estendeva per 10,14 km² e che comprendeva anche un'exclave montana (passo della Vue des Alpes, 1 283 m s.l.m.), in seguito all'esito favorevole del referendum del 27 novembre 2011 il 1º gennaio 2013 è stato aggregato agli altri comuni soppressi di Boudevilliers, Cernier, Chézard-Saint-Martin, Coffrane, Dombresson, Engollon, Fenin-Vilars-Saules, Fontainemelon, Le Pâquier, Les Geneveys-sur-Coffrane, Les Hauts-Geneveys, Montmollin, Savagnier e Villiers per formare il nuovo comune di Val-de-Ruz.

## Monumenti e luoghi d'interesse
- Chiesa riformata (già di San Maurizio), attestata dal 1228 e ricostruita nel XVI-XVII secolo[2].

## Società

### Evoluzione demografica
L'evoluzione demografica è riportata nella seguente tabella:
Abitanti censiti

## Economia
Fontaines è un paese prevalentemente residenziale.